# Труд (стадион, Уфа)
«Труд» — снесённый спортивный стадион в городе Уфе, на месте которого построен ледовый дворец «Уфа-Арена».

## Характеристика
Имел спортивный зал, футбольное поле, трибуны на 5000 мест, гаревую 400 м дорожку для мотогонок, залы борьбы и тяжёлой атлетики; одну баскетбольную, две волейбольные, две городошные и две хоккейные площадки, корт для мини-футбола, два восстановительных центра и другое.

## История
В конце 1930-х годов на углу улиц Ленина и Якутова выстроен стадион «Труд» основанного в 1936 году одноименного добровольного спортивного общества. 
Функционировал с 1937 года как стадион «Большевик» Комитета по делам физической культуры и спорта при СНК БАССР, с 1950 года — «Искра» Башкирского областного совета добровольного спортивного общества «Искра», с 1955 года — «Локомотив» добровольного спортивного общества «Локомотив», в 1960–2005 годах — «Труд» Строительного треста № 3.
В конце 1980-х годов общество «Труд» ликвидировано в связи с объединением профсоюзных спортивных организаций БАССР в спортивное общество профсоюзов Башкортостана. В конце 1990-х годов трибуны стадиона пришли в негодность, а само здание стадиона требовало реконструкции. В 2005 году стадион полностью снесён; началось возведение нового спортивного комплекса «Уфа-Арена».
На базе стадиона действовали футбольный клуб «Уфимец», ДЮСШ № 3 им. М. М. Азаматова, СДЮШОР «Уфимец» с отделениями греко-римской борьбы, тхэквондо, футбола и тяжёлой атлетики, ДЮСТШ ДОСААФ по мотоспорту, команда по спидвею «Башкирия», секции пауэрлифтинга, атлетической гимнастики и шейпинга.
На стадионе в 1961 году состоялся первый в БАССР международный товарищеский матч по хоккею с шайбой между командами «Салават Юлаев» и «Висмут» ГДР; в 1970 году — чемпионат СССР по футболу класса «Б»; личные (1963, 1968–1969 годы) и командные (1963, 1965–1967 годы) чемпионаты мира, финалы чемпионатов СССР, РСФСР и России (1961–1996) по спидвею; в 1963 году — Кубок Международной мотофедерации; финалы чемпионатов Европы (1964 год), СССР (1961–1962, 1966 и 1988 годы) и РСФСР (1962, 1969–1970 годы), международные соревнования (1962–1963 годы) по мотогонкам на льду.